# Куфштайн
Ку́фштайн (нем. Kufstein, бав. Kufstoa) — город, окружной центр в Австрии, в федеральной земле Тироль. Расположен на берегу реки Инн, в долине, разделяющей два альпийских кряжа, у самой австро-баварской границы.
Входит в состав округа Куфштайн. Площадь города составляет 39,40 км², население — 19 512 человек (1 января 2021), плотность населения — 496 чел./км².

## История и достопримечательности
Куфштейн возник как твердыня, мимо которой шёл узкий путь из Баварии в Тироль и обратно. Огромная крепость Герольдсек, принадлежавшая в XIII—XIV вв. регенсбургским епископам, документально известна с 1205 года. Торговое поселение, состоящее из пяти кварталов, развивалось под сенью цитадели благодаря оживлённой торговле по реке Инн; в 1393 г. оно было наделено правами города.
В 1504 г. император Максимилиан Габсбург после осады взял Куфштейнскую крепость и включил в состав подвластного ему Тироля. Правителям Баварии удавалось вернуть себе Куфштейн только на короткие промежутки времени (1703-04, 1805-14), причём за время баварской оккупации старый город полностью выгорел.
Башня кайзера, выстроенная по приказу Максимилиана I в 1518-22 гг., до XX века использовалась в качестве тюрьмы. Внутри крепостных стен можно посетить музей и «орган героев» 1931 года постройки (Heldenorgel), один из крупнейших в мире, звуки которого слышны, по уверениям местных жителей, в радиусе 13 км.

## Современность
Современный Куфштайн — это не только популярное место отдыха немцев и австрийцев, но и небольшой промышленный центр, где ведётся производство охотничьего снаряжения Voere, спортивного инвентаря Kneissl и элитных бокалов марки Riedel.
Город, во многом, стал известен после того, как в 1968 г. баварский певец  Францль Ланг (Franzl Lang) исполнил одноименную народную песню Das Kufsteiner Lied. Песня обрела большой успех и популярность.

## Население
| Год  | Численность |
| ---- | ----------- |
| 1869 | 2777        |
| 1889 | 3787        |
| 1890 | 4067        |
| 1900 | 4791        |
| 1910 | 6717        |
| 1923 | 7103        |
| 1934 | 7551        |
| 1939 | 8233        |
| 1951 | 11268       |
| 1961 | 11215       |
| 1971 | 12913       |
| 1981 | 13118       |
| 1991 | 13484       |
| 2001 | 15358       |
| 2011 | 17469       |
| 2021 | 19512       |